# George Cruikshank
George Cruikshank nebo Cruickshank (27. září 1792 Londýn – 1. února 1878 tamtéž) byl britský karikaturista a knižní ilustrátor, za svého života označovaný jako „moderní Hogarth“. Jeho knižní ilustrace pro jeho přítele Charlese Dickense a mnoho dalších autorů oslovily mezinárodní publikum.

## Mládí
Cruikshank se narodil v Londýně. Jeho otec, Isaac Cruikshank narozený v Edinburghu, byl jedním z předních karikaturistů konce 90. let 19. století a Cruikshank začal svou kariéru jako otcův učeň a asistent. Jeho starší bratr Isaac Robert také působil jako karikaturista a ilustrátor.
Zpočátku se věnoval karikatuře, ale v roce 1823, ve svých 31 letech, se začal věnovat knižní ilustraci. Ilustroval první anglický překlad Pohádek bratří Grimmů z roku 1823, který vyšel ve dvou svazcích jako German Popular Stories.
Dne 16. října 1827 se oženil s Mary Ann Walker (1807–1849). Dva roky po její smrti, 7. března 1851, se oženil s Elizou Widdison. Žili spolu v severním Londýně.
Zplodil 11 nemanželských dětí s milenkou Adelaide Attree, svou bývalou služebnou, která bydlela nedaleko místa, kde žil se svou ženou. Adelaide byla údajně vdaná a přijala příjmení „Archibold“.

## Pozdější léta
V pozdějším věku se u Cruikshanka objevila obrna, která zapříčinila zhoršení zdravotního stavu a pokles kvality jeho práce. Zemřel 1. února 1878 a původně byl pohřben na hřbitově Kensal Green. V listopadu 1878 byly jeho ostatky exhumovány a znovu pohřbeny v katedrále svatého Petra. Časopis Punch, který pravděpodobně nevěděl o jeho početné nemanželské rodině, ve svém nekrologu uvedl: „Nikdy nebylo čistšího, jednoduššího, přímočařejšího a vůbec bezúhonnějšího člověka. Jeho povaha v sobě měla něco dětsky průzračného“.
Za svůj život vytvořil téměř 10 000 grafik, ilustrací a štočků. Sbírky jeho děl jsou uloženy v Britském muzeu a ve Victoria and Albert Museum. Jeho památku připomíná modrá pamětní deska Královské společnosti umění, řemesel a obchodu v Camden Town.

## Galerie

Karikatura Old Bailey
Karikatura týkající se cen v Royal Opera House
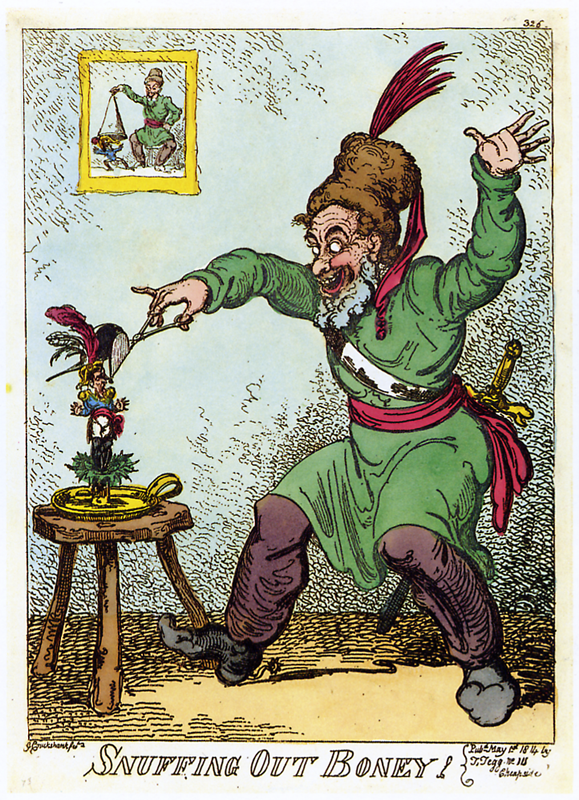
Snuffing out Boney (1814)
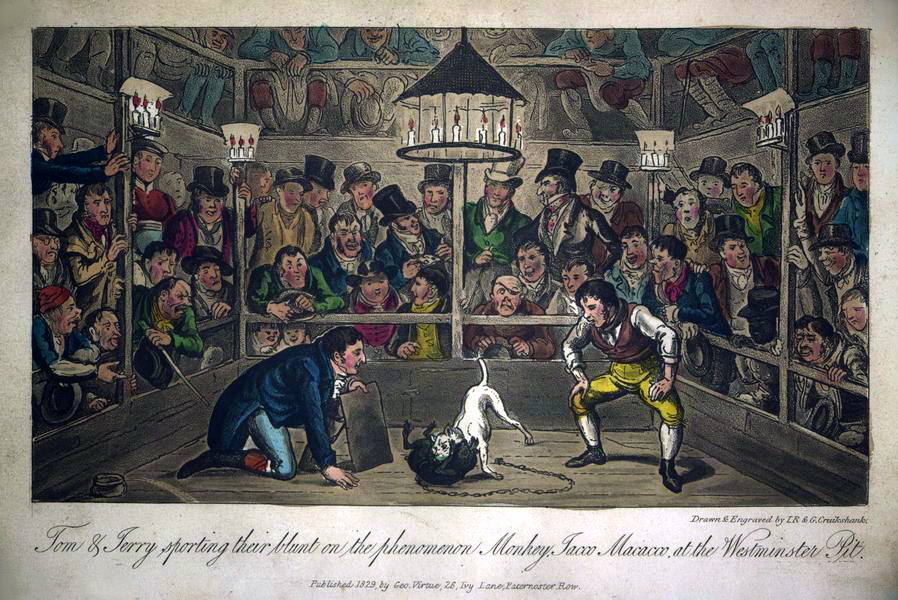
Jacco Macacco ve Westminster-Pit (1821)